# 'Raok dilestra : Avant d'accoster
Albums de Alan Stivell
Trema'n Inis : Vers l'île
(1976) Un dewezh 'barzh 'gêr : Journée à la maison
(1978)
Singles
1. Gwriziad difennet (+ Naw breton 'ba' prizon)
Sortie : 1976 (45 tours)

'Raok Dilestra (Avant d'accoster en français, Before Landing en anglais) est le neuvième album original d'Alan Stivell et son septième album studio, paru à l'automne 1977. Il est réédité en CD en 1992 avec une distribution par Disques Dreyfus/Sony Music. Entièrement composé par Alan Stivell, c'est un album-concept qui retrace les étapes de l'histoire de la Bretagne dans un premier temps, puis les événements qu'ont connu les Bretons au XXe siècle, en finissant, tourné vers le futur, par un « Bretagne libre » scandé en trois langues. Avant de se tourner vers l'avenir, Alan Stivell considère ce travail historique comme une étape nécessaire dans son cycle tourné vers la transmission. La musique allie folk et rock progressif.

## Démarche artistique, politique et intellectuelle
« Dans ce moment historique où l'espoir d'un changement de vie renaissant grâce aux chances de la gauche électorale d'être portée au pouvoir, il fallait encourager les Français et les Bretons (et autres peuples rassemblés par la même administration) à se libérer d'une Histoire falsifiée par le Bourgeoisie. Le mouvement de décolonisation de la Bretagne (comme d'autres mouvements luttant sur d'autres terrains) aidera la gauche française à combattre ses vieux démons nationalistes. La remise en valeur de civilisations autres, comme la civilisation celtique, aidera aussi les esprits à s'évader enfin des prisons romaines. »
— Alan Stivell, Texte de la pochette
Alan Stivell cherche à présenter à travers le disque l'histoire de la nation bretonne. Le projet de la première partie – dédiée à Glenmor – est de revenir sur le passé des Bretons, d'en retracer les étapes importantes selon lui, depuis les anciens Celtes, titre de la première chanson. Suivent les « moments » historiques retenus par Alan Stivell : les Bretons exilés en Armorique, le royaume de Bretagne, le duché de Bretagne, le traité d'union avec la France, les révoltes, la Révolution française et le XXe siècle en deux parties. Musicalement, les chansons en breton s'enchaînent sans interruption pendant presque trente minutes.
Dans son livre Racines interdites (1979), il déclara : « [...] mes besoins de violence devraient exploser. À travers la musique. À travers les mots […] Réduire plus de vingt siècle d'histoire à dix chansons ? La tentative est délicate, mais je crois avoir respecté les faits importants. […] Raok Dilestra marque de façon évidente ma prise de position en faveur d'une libération nationale... et dont le but n'est pas de passer d'une bourgeoisie à l'autre... » Cité par Jacques Vassal, le chanteur déclarait, pour présenter sa démarche : « Une histoire du peuple breton réduite à une dizaine de chansons [...] ne peut éviter de comporter quelques simplifications. Mais je crois cependant avoir respecté les faits importants de cette histoire interdite par l'école. » Le chanteur reconnaîtra que certaines affirmations peuvent sembler exagérées, mais qu'elles arrivaient après des décennies, des siècles de domination et « qu'il n'y a rien de réellement contestable ». « J'avais conçu ce disque alors que renaissait l'espoir d'un changement de vie, grâce aux chances de la gauche électorale d'accéder au pouvoir... »

## Parutions et réception

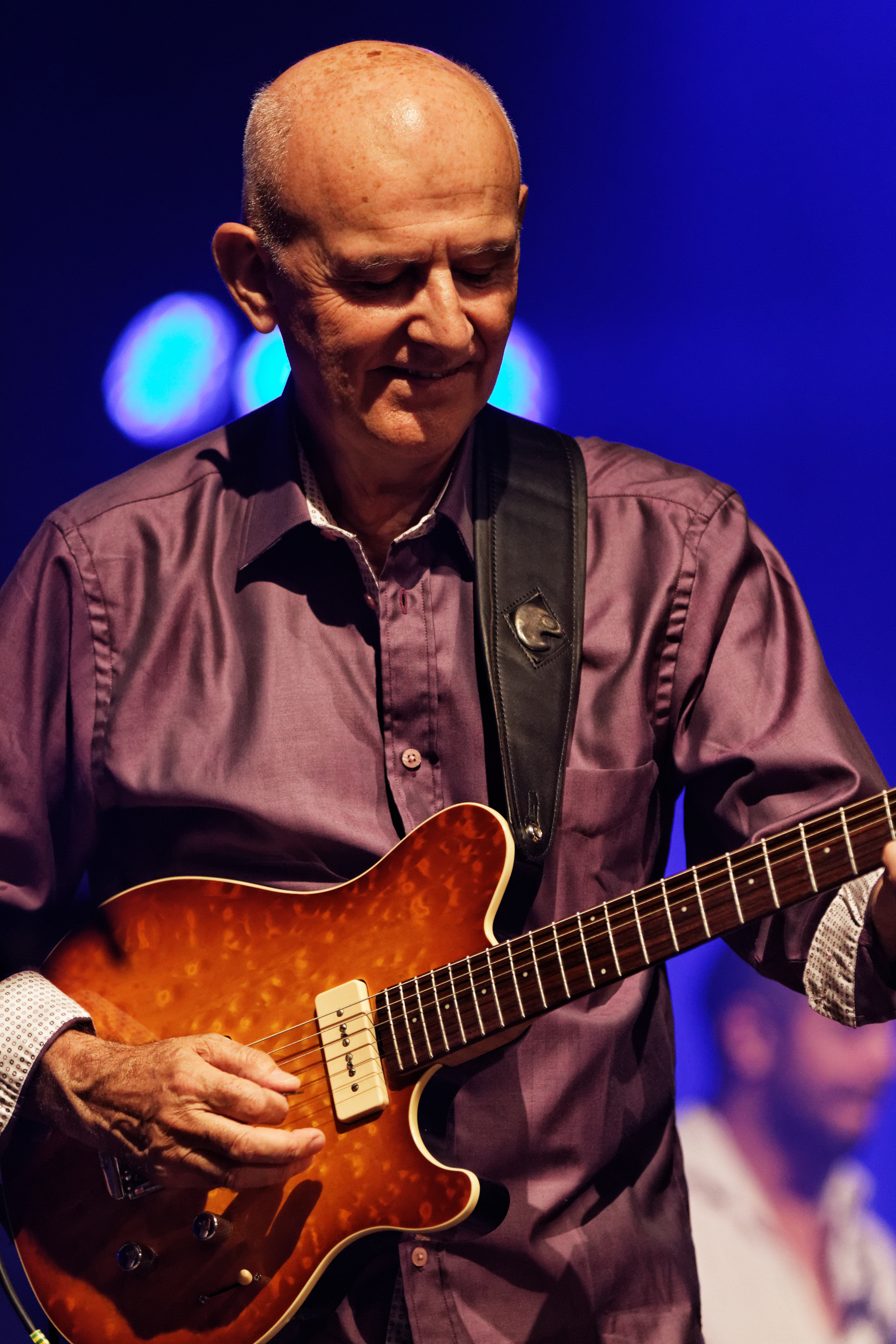
Cet album rock progressif marque la fin de l'aventure studio avec Dan Ar Braz.

Le disque Raok Dilestra paraît à  l'automne 1977 en France chez Phonogram (Philips) avec le chant franco-breton et quelques mois plus tôt chez son label historique Fontana dans sa version anglaise. Le 33 tours est réédité en CD par Disques Dreyfus en 1992, en se basant sur l'édition anglo-bretonne qui présentait les titres et une partie du chant en anglais. La version avec les voix en français n'est pas rééditée en digital. 
Côté musique, il flirte avec des éléments du rock dit « progressif », c'est-à-dire la branche du rock la plus sophistiquée, ce qui fait que peu de personnes ont vraiment compris cet album lorsqu'il est paru. Côté textes, pour beaucoup d'auditeurs, la compréhension n'est pas facilitée par l'expression en breton. Pourtant, l'album raconte une histoire réelle de la nation Bretonne, par moments du point de vue d'Alan Stivell, tout en pointant de vrais enjeux actuels comme la reconnaissance des minorités nationales.
André-Georges Hamon livre son avis dans son livre dédié à 20 ans de chanson bretonne : « ... un merveilleux album d'éducation musicale et politique pour le jeune Breton en mal de recherche. Les textes sont à la fois expressifs et finement ciselés. La musique est surprenante, forte dans son expression électrifiée et sensible dans sa forme acoustique. La beauté de ce disque vient à la fois du décalage voulu entre « texte historique » et musique planante et de l'alternance parfaitement réussie des passages « cool » avec intervention de la harpe celtique notamment et la dureté des sonorités rock. Il s'agit d'un véritable disque éducatif qui, sans annoncer totalement l'accostage, ouvre une voie tout à fait nouvelle dans l'expression bardique... »

## Caractéristiques artistiques

### Analyse musicale
La composition du disque l'inscrit une fois de plus tout à fait dans la modernité musicale de son époque : du rock progressif (à noter le titre breton Raok qui signifie « avant » et « rock »), avec un Stivell sachant accueillir des musiciens de la galaxie de ce type de musique tout à fait virtuoses. En effet, avec l'appui de multi-instrumentistes anglais tels que Lyn Dobson (Soft Machine), Dave Swarbrick (Fairport Convention) et Richard Harvey (Gryphon), Stivell se révèle toujours comme un artiste en recherche, épousant son temps, sans jamais renier sa culture d'origine, ni ses convictions.
Musicalement, il présente un côté très rock (progressif ou fusion), avec la forte présence de la guitare de Dan Ar Braz, et ce pour la dernière fois, une plus forte présence de claviers (Alan s'y étant mis) et même de l'orgue sur The Breton Kingdom, l'utilisation de manière rock du fiddle (violon) de Patrig Kerre (remplaçant de René Werneer) ainsi que l'introduction du saxophone qui sonne très hargneux, le tout accompagné de la structure habituelle basse et batterie. Du côté acoustique traditionnel bien connu chez l'artiste, les instruments présents sont : sa harpe, enchanteresse sur Dead for his people, le dulcimer, le sitar de Lyn Dobson pour ouvrir et fermer l'album, le cromorne, qui date du Moyen Âge (sur The Breton Duchy) et puis bien évidemment les bombardes et cornemuses.

### Description des chansons

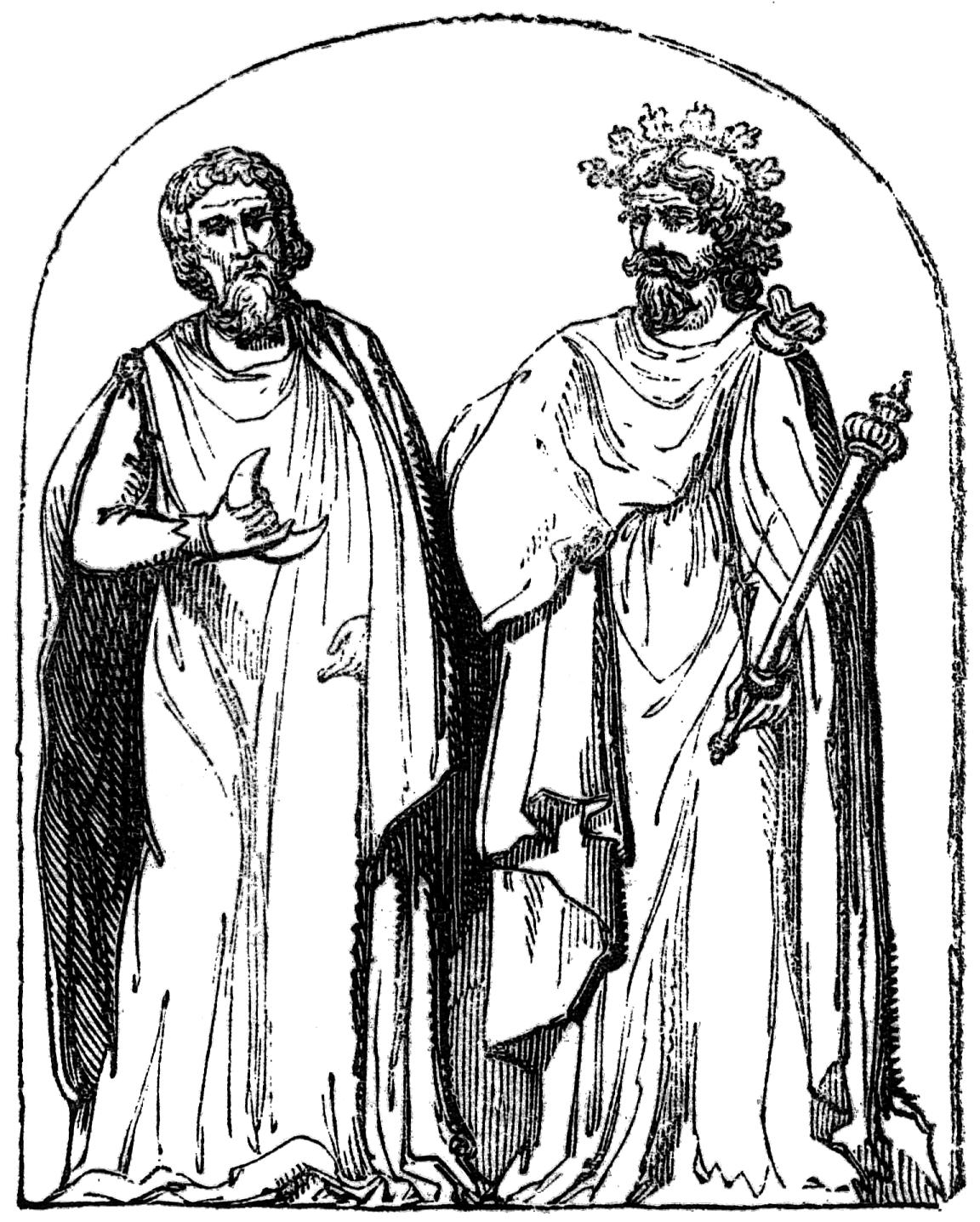
Deux druides sur un bas-relief à Autun.

#### Première partie
La première partie s'intitule Notre passé.
Les Anciens CeltesLe texte parle d'un essai démocratique chez les Celtes, avant même celle des Athéniens, de l'égalité hommes-femmes ; à l'arrivée des Romains, avance-t-il, les Celtes étaient connus comme philosophes et comme artistes. Il fait de la conquête romaine une bataille d'idées entre la suprématie de l'État et la liberté individuelle qui aurait été propre aux Celtes. Lorsque Stivell évoque la philosophie celtique – s'opposant d'une certaine manière à l'idée que celle-ci serait née en Grèce au Ve siècle av. J.-C. –, on peut penser au rôle joué par les druides – sans doute apparus dès le Ier millénaire avant notre ère – et aussi par les bardes. Concernant l'interprétation vocale, Stivell est plutôt dans la retenue, accompagné par divers instruments traditionnels, dont la mandoline et le sitar indien. Finalement, à travers son œuvre, l'artiste s'illustre tel la « celtitude » des origines, en cela qu'elle était aussi une culture ouverte à l'altérité.
Les Britons dans l'île de BretagneLe texte évoque la conservation des racines Celtes malgré la romanisation, de l'Armorique en l'an 50 av. J.-C. (Gallo-romains) puis de la Grande-Bretagne au cours du Ier siècle (Britto-romains). Le morceau est rythmé par le chant grave de Stivell et par les percussions et tablas de Lyn Dobson et Jean-Luc Danna, accompagné encore par la harpe celtique et le dulcimer de Patrig Kerre.
Les Britons en ArmoriqueMaria Popkiewicz (futur membre du groupe fusion zeuhl Magma) enchaîne sur les accords de la harpe en déclamant l'émigration des Britons en Armorique.
Le Royaume de BretagneMorceau rock, introduit par le son d'une cavalcade de chevaux, qui retrace l'histoire du royaume, ponctuée de moments de guerres durant la succession des rois et de paix permettant de poursuivre une culture celtique encore forte. Stivell "flirte" avec le rock progressif ici (changements de rythmes, notamment). Participent en effet à l'album des musiciens issus de cette mouvance : les deux frères Michel et André Hervé à la guitare basse et aux claviers, ex-Zoo et membres de Magma à l'époque, Lyn Dobson (flûtes, sitar, tablas et psaltérion), ex-membre du groupe britannique psychédélique Soft Machine. Le multi-instrumentiste Richard Harvey, de Gryphon, groupe anglais connu pour son association de la musique folk avec des sonorités médiévales et Renaissance, est encore de la partie. Le chant guerrier de Stivell est soutenu sur ce morceau par le bagad et un orgue Hammond, qui se distingue sur un petit solo aux accents jazz-rock.
Le Duché de BretagnePour évoquer le duché de Bretagne, la musique se fait plus médiévale, accompagnée par les chœurs, les percussions, la harpe et surtout le cromorne – un ancien instrument à vent en bois, à anche double, en forme de tuyau recourbé – de Richard Harvey. Son refrain constitue l'un des sommets de cette première partie.
Le Traité d'union Franco-Bretonne et RévoltesMorceaux qui introduisent le drame, la rupture historique : Stivell déclame le texte puis le chante, sur un accompagnement au climat inquiétant (jazz-rock fusion), évoquant sur des sons légèrement dissonants le non-respect du traité d'Union à la France, puis la révolte du peuple face à l'obscurantisme accompagné du fiddle.
La Révolution Française et le 19e siècleAprès les doux arpèges de la harpe, vient la tension de la batterie et de la guitare électrique (Dan Ar Bras joue une version mutilée du début de l'hymne national français à la guitare) sur divers sons de harpe et une voix raisonnante, avant l'arrivée du violon sur les déclamations en anglais de Marie Popkiewicz. 

Le Front de libération de la Bretagne

XXe siècleLe XXe siècle (Ugentwed kantwed en breton) est chanté par Alan Stivell, accompagné par son piano et le violon qui virevoltent ensemble. Après un court silence revient la fureur électrique, renforcée par la rythmique des batteries écossaises du bagad Bleimor. Il est question d'ethnocide culturel et linguistique (communiquer aux enfants bretons la honte de leurs origines et de leur langue), économique et humain (« génocide » parfois employé pour qualifier les morts durant les guerres françaises). Cette première partie comporte une suite : un kan ha diskan endiablé, avec Dan Ar Braz, qui rend hommage à l'éveil dont Stivell est lui-même partie prenante. Sont alors cités comme autant d'étapes le rôle de Glenmor, la création de l'UDB ou du FLB, les révoltes sociales, mai 1968, le concert de l'Olympia, le rôle de la musique et de la danse pour toucher les jeunes, le fait de redonner leur fierté aux plus anciens – cette sorte de premier bilan ouvrant sur une perspective pleine d'espérance pour les années à venir.

#### Seconde partie
La partie Notre présent comprend six titres, dont deux sortis en 45 tours.
Da Ewan (« À Ewan mon fils »)Ballade dédiée au fils d'Alan Stivell, à qui l'artiste souhaite le bonheur, la sécurité et la liberté dans sa vie sur Terre. Après un début acoustique avec les cordes de la harpe et du sitar, les accords de guitare électrique suivent l'arrivée de la batterie et de la basse et la mélodie est jouée par les bombardes avec les cornemuses en arrière-plan.
Marw ewid e fobl (« Mort pour son peuple »)Complainte instrumentale (harpe, violon et violoncelle) dédiée à Yann-Kel Kernaleguen (1954-1976), militaire nationaliste breton, syndicaliste et membre du FLB, mort à l'âge de 22 ans en volant désamorcer sa bombe pour sauver une passante. Il rappelle également la Renaissance de la harpe celtique.
Gwriziad difennet (« Racines interdites »)Cette chanson dénonce, comme son titre l'indique, l'impossibilité d'avoir accès à l'enseignement de la langue bretonne, cause que Stivell dit soutenir « grâce aux mass media » qui diffusent la chanson bretonne moderne. C'est elle qui donne son titre au livre publié chez Lattès en 1979. Il s'agit d'un rock progressif avec instruments traditionnels et électriques, où s'invite le saxophone ténor d'Alain Hatot, qui lui fait frôler le free jazz. Il s'agit également d'une nouvelle expression bardique qui se sert d'un internationalisme certain pour poser son autonomisme.
Naw Breton 'ba' prizon (« Neuf Bretons en prison »)Cette chanson témoigne de la répression qui s'abat sur les militants Bretons qui s'en prennent dans les années 1970 aux symboles de la République française ou du capitalisme. Stivell dénonce dans le kan ha diskan chanté avec Yann-Jakez Hassold et rythmé par les instruments traditionnels (violon, bombarde, flûte), leur détention en préventive et prévient : « Il n'y aura pas de printemps ni en Bretagne ni ailleurs / Pas avant que le socialisme et la liberté soient vainqueurs ». À la suite des incarcérations et procès, les manifestations et les témoignages de soutien se sont multipliés, du parti socialiste aux militants bretons jusqu'aux artistes. 

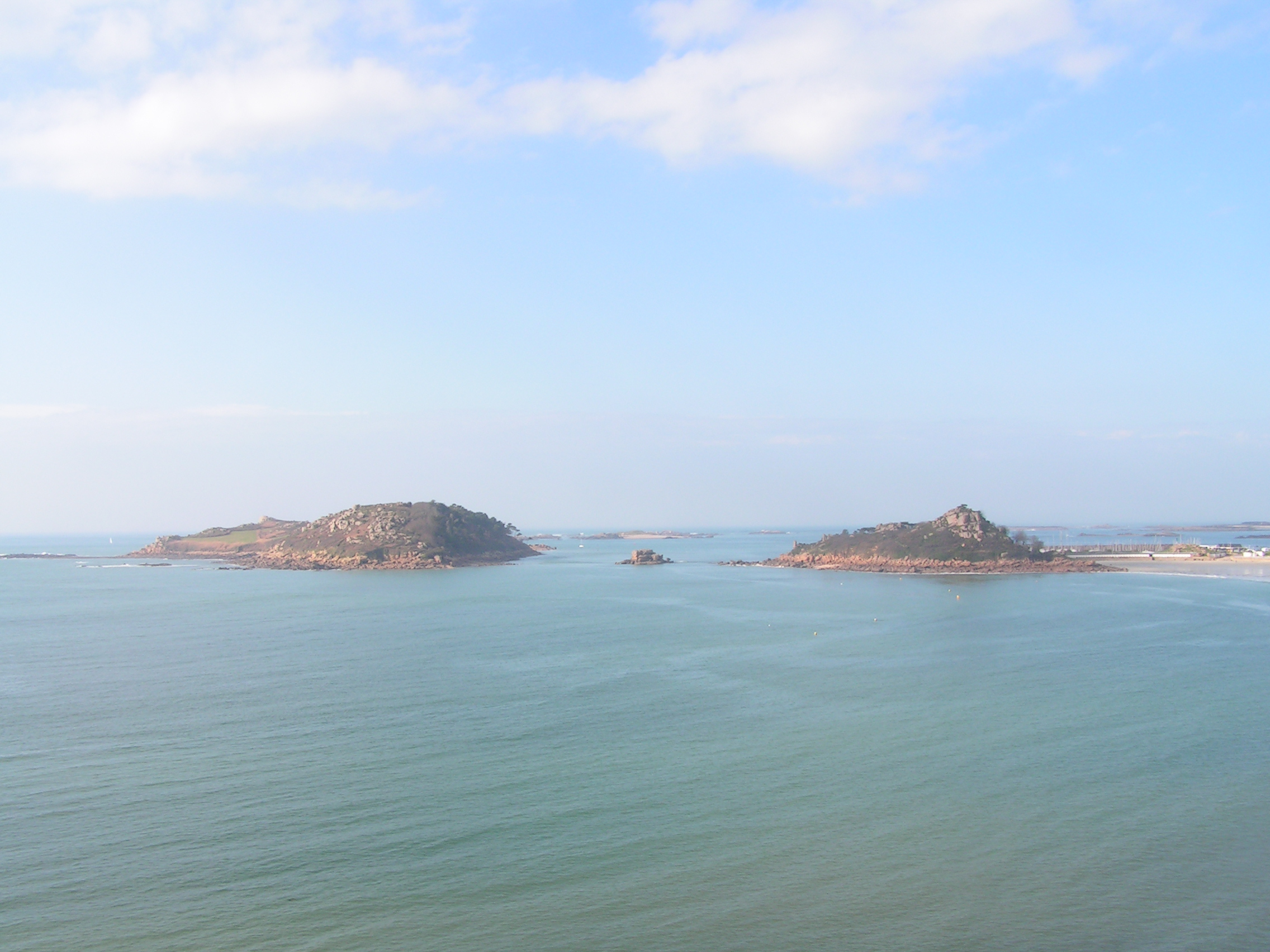
Une petite île sert d'illustration, comme l'île Milliau à Trébeurden ci-dessus.

Tamm-Kreiz New' (« Nouvelle partie centrale »)Rapide moment de musique traditionnelle bretonne avec le bagad Bleimor. Le titre sous-entend le Kreiz Breizh (Centre Bretagne) en renouveau. L'observatoire du fest-noz s'appelle « Tamm-Kreiz ».
Plinn-SloganMorceau à la structure traditionnelle (dañs plinn, proche de la transe) soutenu par une rythmique rock et les instruments bretons du bagad Bleimor. Alan Stivell y réclame de manière répétée une « Bretagne libre », en français, en breton (Breizh digabestr) et anglais (Free Brittany). On entend à la fin du sitar.

### Pochette et disque
La pochette est une peinture (réalisée par Smart Art) d'une île verte et nue au milieu d'un océan entre bleu clair et sombre, sous un ciel voilé mystérieux. En haut, Alan Stivell est inscrit en lettres blanches stylisées, le logo de Keltia III à droite, en bas, le titre de l'album, complété par « avant d'accoster » et le logo de CBS. Une île qui rappelle le poème de Youenn Gwernig ouvrant le disque précédent, Trema'n Inis : Vers l'île. À l'intérieur, un beau cliché signé Phonogram : Alan, en veste de jean, barbu, les cheveux au vent, les yeux tournés vers le lointain, avec sa bombarde. Le texte en regard (cité plus haut) s'inscrit dans l'époque et, toujours, dans le projet celtique de Stivell.

## Fiche technique

### Liste des morceaux
Toutes les paroles sont écrites par Alan Stivell, toute la musique est composée par Alan Stivell.
| No  | Titre                                                                                       | Notes                        | Durée |
| --- | ------------------------------------------------------------------------------------------- | ---------------------------- | ----- |
|     | Hon Amser-dremenet (Notre passé)                                                            |                              |       |
| 1.  | Ar Gelted kozh (Les Anciens Celtes)                                                         |                              | 4:29  |
| 2.  | Ar Vritoned 'ba' Inis Breizh (Les Britons dans l'île de Bretagne)                           |                              | 1:59  |
| 3.  | Ar Vritoned d'an Arvorig (Les Britons en Armorique)                                         |                              | 1:26  |
| 4.  | Rouantelezh Vreizh (Le Royaume de Bretagne)                                                 |                              | 3:22  |
| 5.  | Dugelezh Vreizh (Le Duché de Bretagne)                                                      |                              | 3:04  |
| 6.  | An Aloubidigezh Gant Bro-C'Hall (Le Traité d'union Franco-Breton)                           |                              | 1:03  |
| 7.  | Emsawadegoù (Révoltes)                                                                      |                              | 2:11  |
| 8.  | Dispac'h Bro-C'hall ag fin an naontegwed kantwed (La Révolution Française et le 19e siècle) |                              | 2:26  |
| 9.  | Lodenn gentañ an ugentwed kantwed (Première moitié du 20e Siècle)                           |                              | 2:36  |
| 10. | Eil lodenn an ugentwed kantwed (Deuxième moitié du 20e siècle)                              |                              | 2:33  |
|     | Hon Amser-vremañ (Notre présent)                                                            |                              |       |
| 11. | Da Ewan (À Ewan mon fils)                                                                   |                              | 4:09  |
| 12. | Marw ewid e fobl (Mort pour son peuple)                                                     | pour Yann-Mikael Kernaleguen | 3:18  |
| 13. | Gwriziad Difennet (Racines interdites)                                                      |                              | 4:08  |
| 14. | Naw Breton 'ba' prizon (Neuf Bretons en prison)                                             |                              | 5:01  |
| 15. | Tamm-kreiz new' (Nouveau Tamm-Kreiz)                                                        |                              | 1:34  |
| 16. | Plinn-slogan                                                                                |                              | 3:12  |

### Crédits

#### Équipe artistique
- Alan Stivell : chant, lecture, harpes celtiques, cornemuse écossaise, bombarde, flûte irlandais, claviers
- Dan Ar Braz : guitares électriques et acoustiques, chœurs
- Padrig Kerre : mandole, dulcimer, fiddle, chant
- André Hervé : claviers
- Michel Hervé : basse
- Jean-Luc Danna : percussions, batterie
- Yann-Jakez Hassold : chant
- Maria Popkiewicz : chant
- Brigitte Hassold : lecture
- Adam Skeaping : violoncelle
- Lyn Dobson : flûte traversière, sitar, tablas, psalterion
- Richard Harvey : cromorne, flûte à bec
- Bagad Bleimor (avec les penn-soner Yann-Fañch ar Merdy et Youenn Sicard)

Naw Breton 'ba' prizon et Gwriziad difennet (pistes 12 & 14) :
- Clément Bailly : batterie
- Dominique Luro : claviers
- Patrick Kiffer : basse
- Dave Swarbrick : fiddle
- Alain Hatot : saxophone ténor (piste 12)

#### Équipe technique
- Production : Alan Stivell (pour Keltia 3)
- Enregistrement et mixage : Sawmills Studios (en) (Cornwall)
- Ingénieur du son : Jerry Boys
- Enregistrement et mixage (12, 14) : Aquarium Studios (Londres)
- Ingénieur du son (12, 14) : Gilbert Grenier
- Illustration : Karl Dallas (Smart Art), Jim FitzPatrick (logo)